# Vlădeni (Iași)
Vlădeni es una comuna ubicada en el distrito de Iași, Rumania.

## Superficie
Cuenta con una superficie de 82,19 kilómetros cuadrados.

## Demografía
Hasta 2021 la población era de 3486 habitantes, con una densidad de población de 42,41 habitantes por kilómetro cuadrado.